# Stöckgen

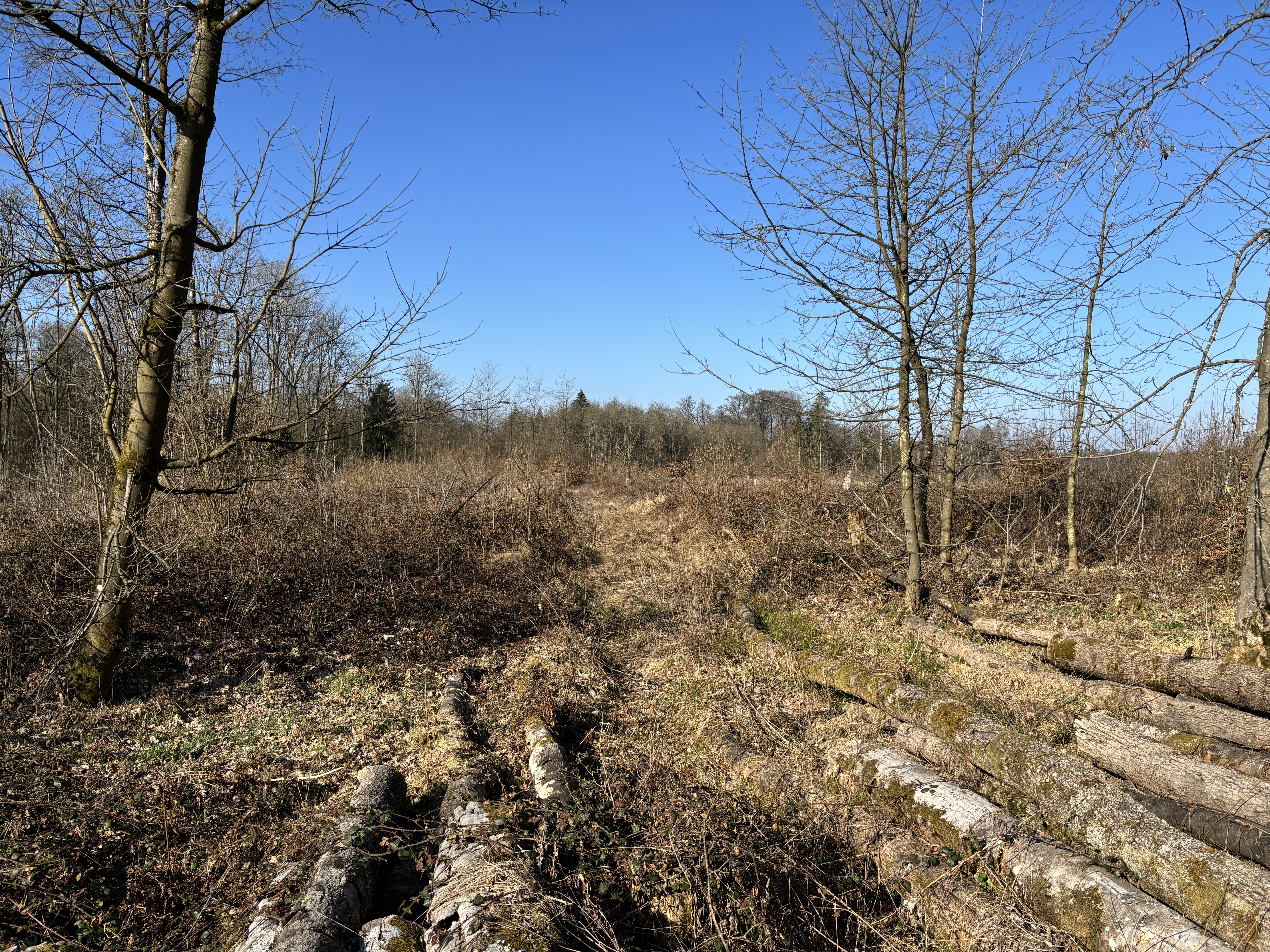
Die Wüstung im Jahr 2025

Stöck(g)en ist eine Wüstung im Westerwald zwischen Seck und Hellenhahn. Der Ort ist ab den 1640er-Jahren wüst.

## Geographische Lage
Stöckgen lag etwa 2 km nördlich von Seck, 500 m ostwärts der heutigen K51 zwischen Seck und Hellenhahn.

Im Jahr 1654 wurde die Grenze des inzwischen verlassenen Dorfes abgegangen: 
„Man begann bei dem Stöcker Tor, ging an die Mauer und ‚Hege‘ hinter dem ‚Dulszloch‘ her ‚uff as Stenwesz‘, ‚uff den Stöckerrein‘ gegen die ‚Zwerchstrudt‘ an den Eichwald, am Weg von Rennerod nach Westerburg vor dem Eichwald bis zur Löhebietze, erreichte an dem ‚Steingen‘ die Straße von Höhn nach Seck, ging weiter bis in ‚die Weigerbach‘ und kehrte an der ‚Hege‘ entlang zum Stöcker Tor zurück.“

## Name
Stöckgen wird 1212/1215 als „Stochen“, um 1330 als „zu den Stöckin“ sowie 1524, 1570 und 1603 als „Stöken“ erwähnt. Namensgeber waren die bei der Rodung stehen gebliebenen Baumstümpfe.

## Geschichte
Die Liste der Stiftungsgüter des Klosters Seligenstadt führt 1212/1215 zwei Bauernhöfe in Stöcken auf, von denen der eine im Besitz von Siegfried von Runkel stand und der andere dem Kloster von Ritter Friedrich von Waldmannshausen geschenkt worden war. Das Kloster bezog von den zwei Höfen um 1330 achtzehn Schillinge. Der Betrag, der dem Kloster aus dem Zehnten von Stöcken zukam, war allerdings gering, er betrug um 1510 nur je zwei Malter Korn und Hafer.
Im Jahr 1524 gab es Streitigkeiten um den gemeinsamen Weidegang mit Seck, die 1545 beigelegt werden konnten. 1608 wohnten in Ort fünf Familien.
Nach 1637 erwarb Graf Johann Ludwig von Nassau-Hadamar einige Güter der Einwohner durch Tausch, bevor er am 7. Januar 1641 für 1944 Gulden die Güter des inzwischen verlassenen Dorfes Stöcken kaufte. Graf Johann Ludwig plante zunächst, in Stöckgen einen Hof anzulegen. Dieser Plan wurde aber nicht realisiert. Stattdessen wurden die noch bestehenden Gebäude abgebrochen und im Klosterhof (das Kloster Seligenstatt wurde, nachdem es verlassen worden war, von einem Verwalter als Hof betrieben) wieder aufgebaut. Damit war Stöckgen wüst.
Fürst Moritz Heinrich von Nassau-Hadamar (1626–1679), Sohn des Fürsten Johann Ludwig von Nassau-Hadamar, ließ 1672 den Secker Weiher anlegen. Dort, wo heute der große Weiher liegt, war zuvor der „Weidetrischplatz“ des Dorfes. Als Ausgleich für die in Anspruch genommene Fläche überließ der Fürst den Dorfbewohnern die Weide des schon zum damaligen Zeitpunktes wüsten Dorfes Stöckgen zwischen Seck und Hellenhahn.

## Heutige Spuren
An die Wüstung erinnert heute nur noch die Flurbezeichnung „Steckerfeld“.